# 黒埼パーキングエリア

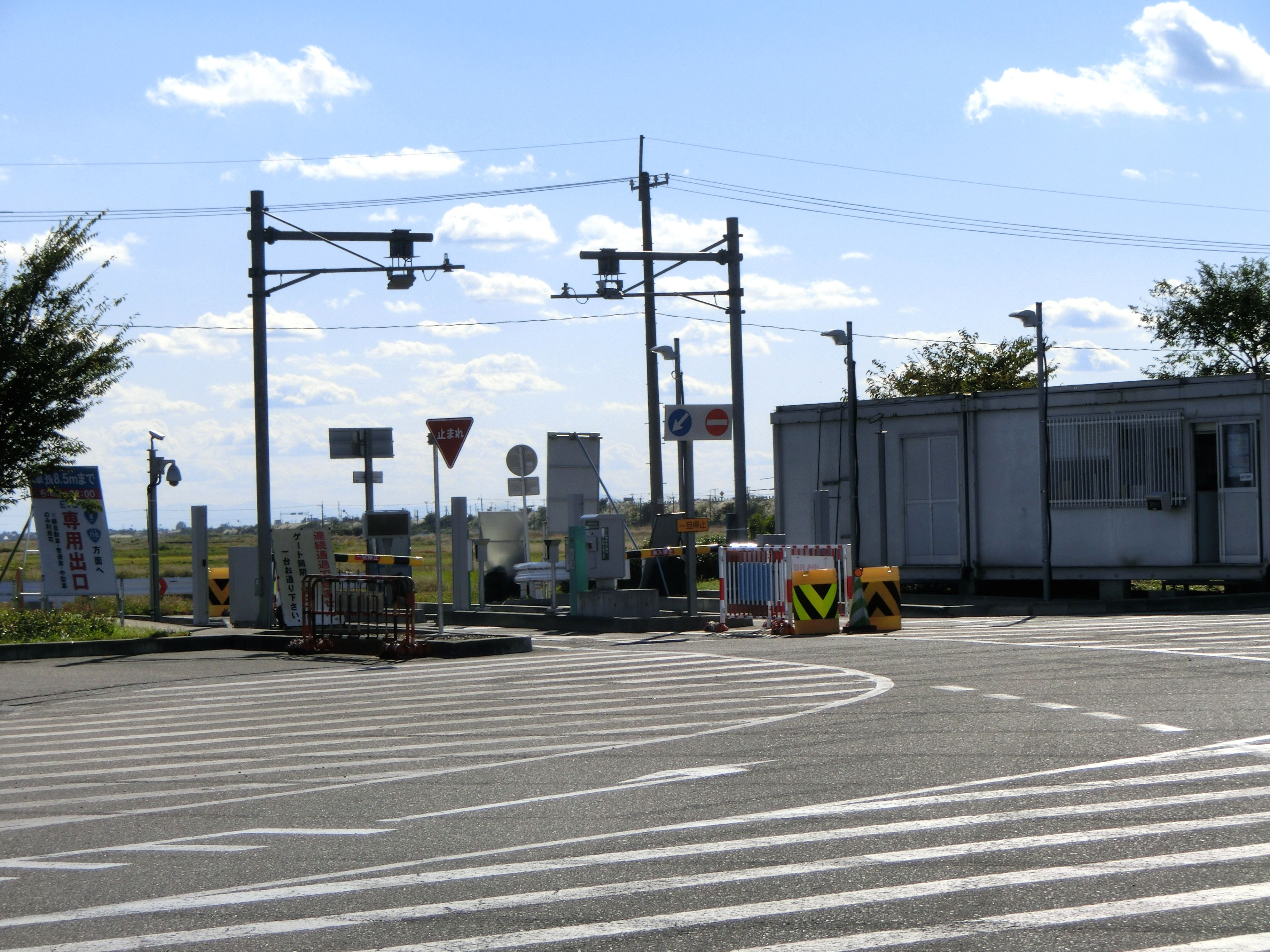
黒埼SIC（上り線）

黒埼パーキングエリア（くろさきパーキングエリア）は、新潟県新潟市西区板井（上り線）と新潟県新潟市西区木場（下り線）にある北陸自動車道のパーキングエリアである。
PA内に黒埼スマートインターチェンジが併設されており、長岡方面（上り）、新潟方面（下り）の両方面とも利用できる。

## 概要
PA内の施設は、1990年代後半に拡張工事が行われ各施設も改築され、また栄PAに設置されていたガソリンスタンド・インフォメーション・FAXサービスなども移設されたことにより、サービスエリアとほぼ同等の設備が整っている。また、拡張によって駐車場の収容台数は北陸自動車道で最大規模となった。

## 道路
- E8 北陸自動車道

直接接続
- 新潟県道46号新潟中央環状線（上り線）
- 新潟市道黒埼2-100号線（下り線）

間接接続
- 新潟県道44号新潟燕線

## 施設

### 上り線（米原方面）
- 駐車場
  - 大型 88台
  - 小型 83台
- トイレ
  - 男性 大8（和式2・洋式6）・小24
  - 女性 30（和式6・洋式24）
    - 同伴の男児用 2

  - 車椅子用 1
  - オストメイトトイレ
- ガソリンスタンド（apollostation（新商）、24時間）
- 給電スタンド（24時間）
- スナックコーナー「くろさき茶屋」（7:00-20:00）
- モスバーガー（7:00-20:00）
- ショッピング（7:00-20:00）
- 自動販売機
- 車椅子無料貸し出し（7:00 - 20:00）
- サービスエリア・コンシェルジェ（平日9:00～17:00 / 土曜・日曜・祝日8:30～19:00）
- ハイウェイ情報ターミナル
- ベビーコーナー（24時間）
- パウダーコーナー
- 喫煙室
- スマートIC（6:00-22:00）

### 下り線（新潟方面）
- 駐車場
  - 大型 71台
  - 小型 143台
- トイレ[5]
  - 男性 大6（和式2・洋式4）・小16
  - 女性 27（和式5・洋式22）
    - 同伴の男児用 2

  - 車椅子用 1
  - オストメイトトイレ
- ガソリンスタンド（ENEOS（丸新エネルギー）、24時間）
  - 磐越道方面に向かう場合、次の給油施設は117キロ先の磐梯山SAとなる。また、日本海東北道方面に向かう場合は当施設が最終エリアとなる。
- 給電スタンド（24時間）
- スナックコーナー「くろさき茶屋」（7:00-20:00）
- カリー&パスタ神戸館（7:00-20:00)
- スターバックスコーヒー（4月1日〜11月30日7:00-21:00 / 12月1日〜3月31日7:00-20:00）
- ショッピング（7:00-20:00）
- 自動販売機
- 車椅子無料貸し出し（7:00 - 20:00）
- サービスエリア・コンシェルジェ（平日9:00～17:00、土曜・日曜・祝日8:30～19:00）
- ハイウェイ情報ターミナル
- ベビーコーナー（24時間）
- パウダーコーナー
- 喫煙室
- スマートIC（6:00-22:00）

### スマートIC
当PAでは2004年（平成16年）12月24日から2006年（平成18年）9月30日までの間、スマートICの社会実験が実施された。社会実験の結果、採算性や安全性などが認められた為、2006年（平成18年）10月1日にスマートICの設置が恒久化された。
- 運用時間：24時間[6][7]
- 利用可能車両：ETCを装着している全車種[6]

PAからは新潟市道黒埼2-96号線（上り線）、同黒埼2-100号線（下り線）を介して新潟県道44号新潟燕線などに接続している。なお供用開始以来、下り線側に接続する市道は、道幅が狭隘なうえにカーブの多い単車線の道路となっていたが、2014年12月9日からアクセス道路が新設され、下り線PAと県道44号が直通できるよう改善された。
2023年3月25日より上り線の接続路線が新潟県道46号新潟中央環状線となり、同時に上り線の料金所について、料金所位置の変更、誤進入車退出路の設置といった料金所の改修工事により上下線とも利用時間の制限と利用可能車両の制限がいずれも撤廃された。

## 隣
E8 北陸自動車道
(40)巻潟東IC - (40-1)黒埼PA/SIC - (41)新潟西IC